# برترین هیت‌ها: حق مخصوص من
میراث من (به انگلیسی: My Prerogative) اولین آلبوم بهترین آهنگ‌ها از خوانندهٔ آمریکایی بریتنی اسپیرز است که در ۱ نوامبر ۲۰۰۴ توسط جایو رکوردز منتشر شد. این مجموعه در دو قالب گوناگون یکی استاندارد و دیگری ویرایش محدود، وارد بازار شد. همچنین یک دی‌وی‌دی ویدئویی نیز با همین نام چندی بعد توسط بریتنی پخش شد. این مجموعه شامل سه آهنگ جدید به نام‌های «کاری کن» «حق مخصوص من» و «I've Just Begun Having My Fun» بود که در سال ۲۰۰۴ ضبط شد و بقیه آهنگ‌ها، ریمیکس‌هایی از آلبوم اول بریتنی که در سال ۱۹۹۸ تا ۲۰۰۴ ضبط شد، بود. این مجموعه در ایرلند، ژاپن و چهارده کشور دیگر از جمله استرالیا، کانادا، آمریکا و سوئد در لیست ده مجموعه برتر قرار گرفت. نزدیک به پنج میلیون نسخه از این مجموعه در سراسر جهان به فروش رفت.